# Harbonnières
Harbonnières é uma comuna francesa na região administrativa de Altos da França, no departamento de Somme. Estende-se por uma área de 15,37 km². Em 2010 a comuna tinha 1 649 habitantes (densidade: 107,3 hab./km²).